# Noordelijk kampioenschap hockey heren 1928/29
Het Noordelijk kampioenschap hockey heren 1928/29 was de 1e editie van deze Nederlandse hockeycompetitie. De competitie werd georganiseerd door de Noordelijke Hockey Bond
Na het voorgaande seizoen te hebben proefgedraaid met een door de noordelijke verenigingen zelf georganiseerde onderlinge gemengde competitie, waarbij dames en heren samenspeelden, was er dit seizoen voor het eerst sprake van een Noordelijk kampioenschap voor heren. De verenigingen waren opgedeeld in een afdeling Friesland en een afdeling Groningen. De kampioenen van beide afdelingen streden in een beslissingswedstrijd om de noordelijke titel. Kampioen van de afdeling Friesland werd LHC. Kampioen van de afdeling Groningen werd DBS.

Op 21 april 1929 vond in het Stadspark te Groningen de beslissingswedstrijd plaats. Na de reguliere speeltijd stond het 0-0. Hierna zouden maximaal vier verlengingen van 7 minuten volgen. Na het scoren van een doelpunt zou de wedstrijd direct afgelopen zijn. In de tweede verlenging lukte het R.Westerhuis om voor DBS te scoren. Hiermee werd de eerste van in totaal zes noordelijke titels door DBS gewonnen.

## Promotie en degradatie
Er was dit seizoen geen sprake van promotie of degradatie. Daarvoor waren er te weinig verenigingen in het noorden.

## Beslissingswedstrijd
1928/29 · 1929/30 · 1930/31 · 1931/32 · 1932/33 · 1933/34 · 1934/35 · 1935/36 · 1936/37 · 1937/38 · 1938/39 · 1939/40 · 1940/41 · 1941/42 · 1942/43 · 1943/44 · 1944/45 · 1945/46 · 1946/47 · 1947/48 · 1948/49 · 1949/50 · 1950/51 · 1951/52 · 1952/53 · 1953/54 · 1954/55 · 1955/56 · 1956/57 · 1957/58 · 1958/59 · 1959/60 · 1960/61 · 1961/62 · 1962/63 · 1963/64 · 1964/65 · 1965/66 · 1966/67 · 1967/68 · 1968/69 · 1969/70 · 1970/71 · 1971/72 · 1972/73